# Wydział Humanistyczny Uniwersytetu Marii Curie-Skłodowskiej

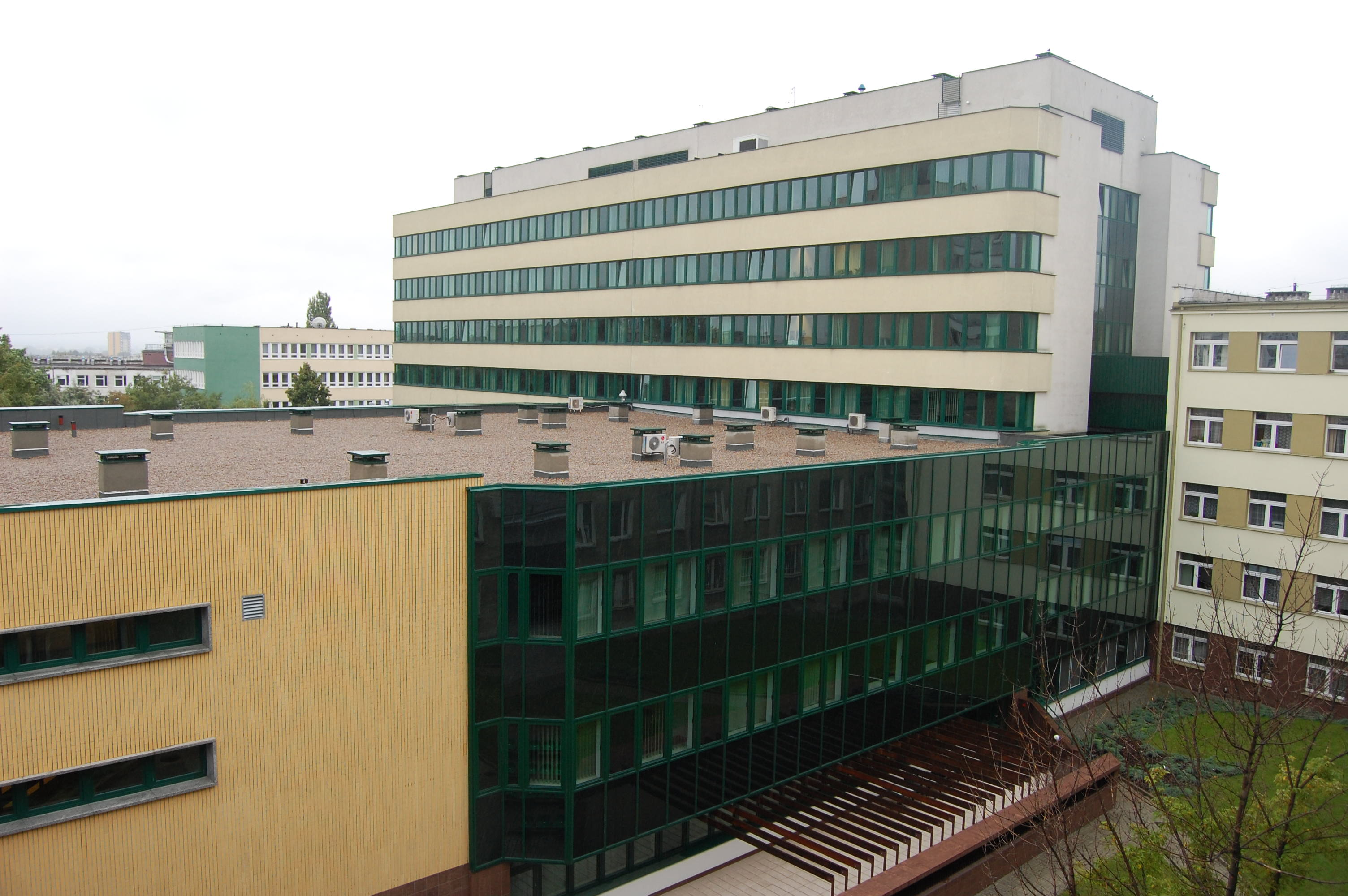
Wydział Humanistyczny i aula

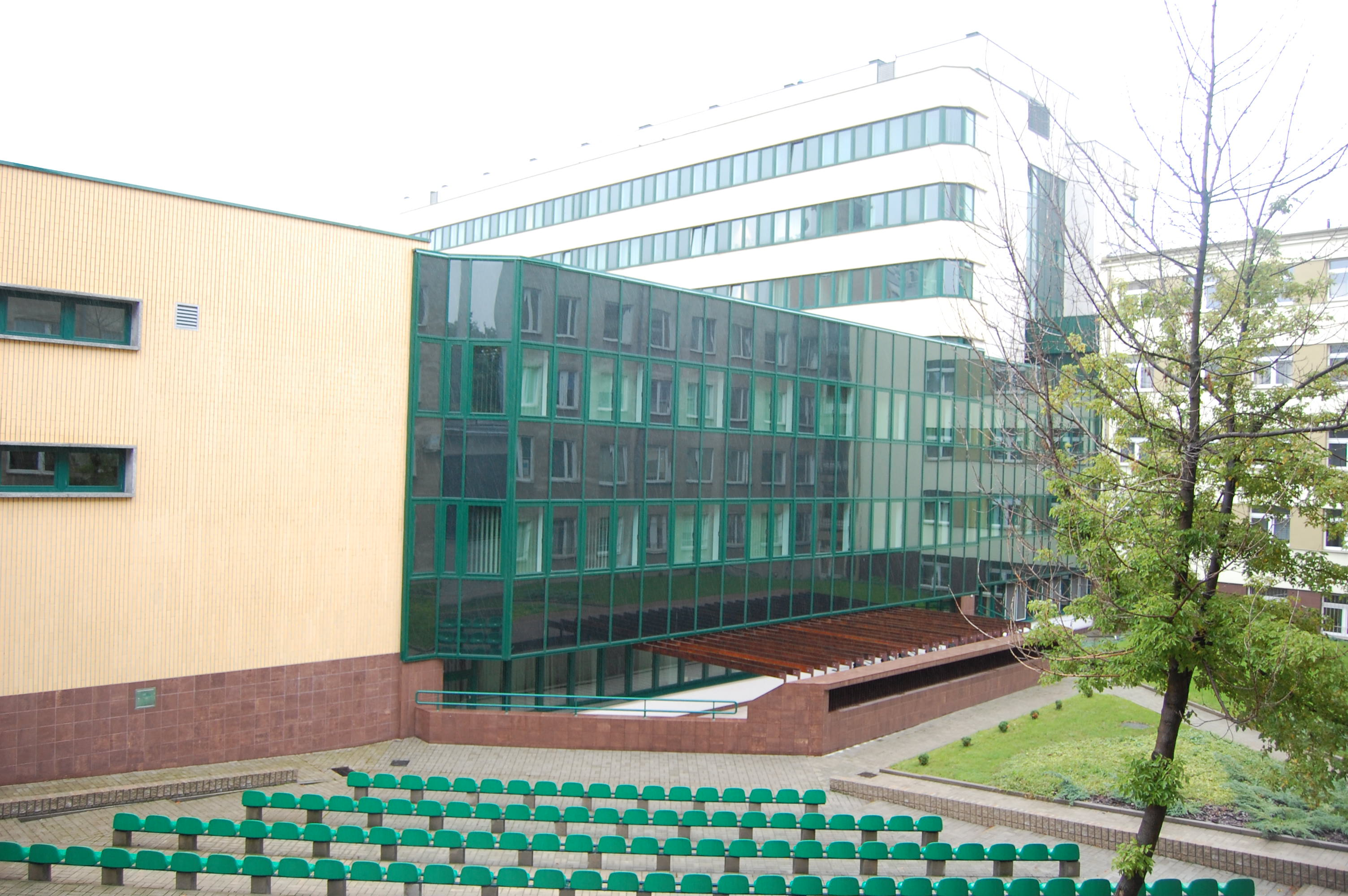
Wydział Humanistyczny, aula i patio

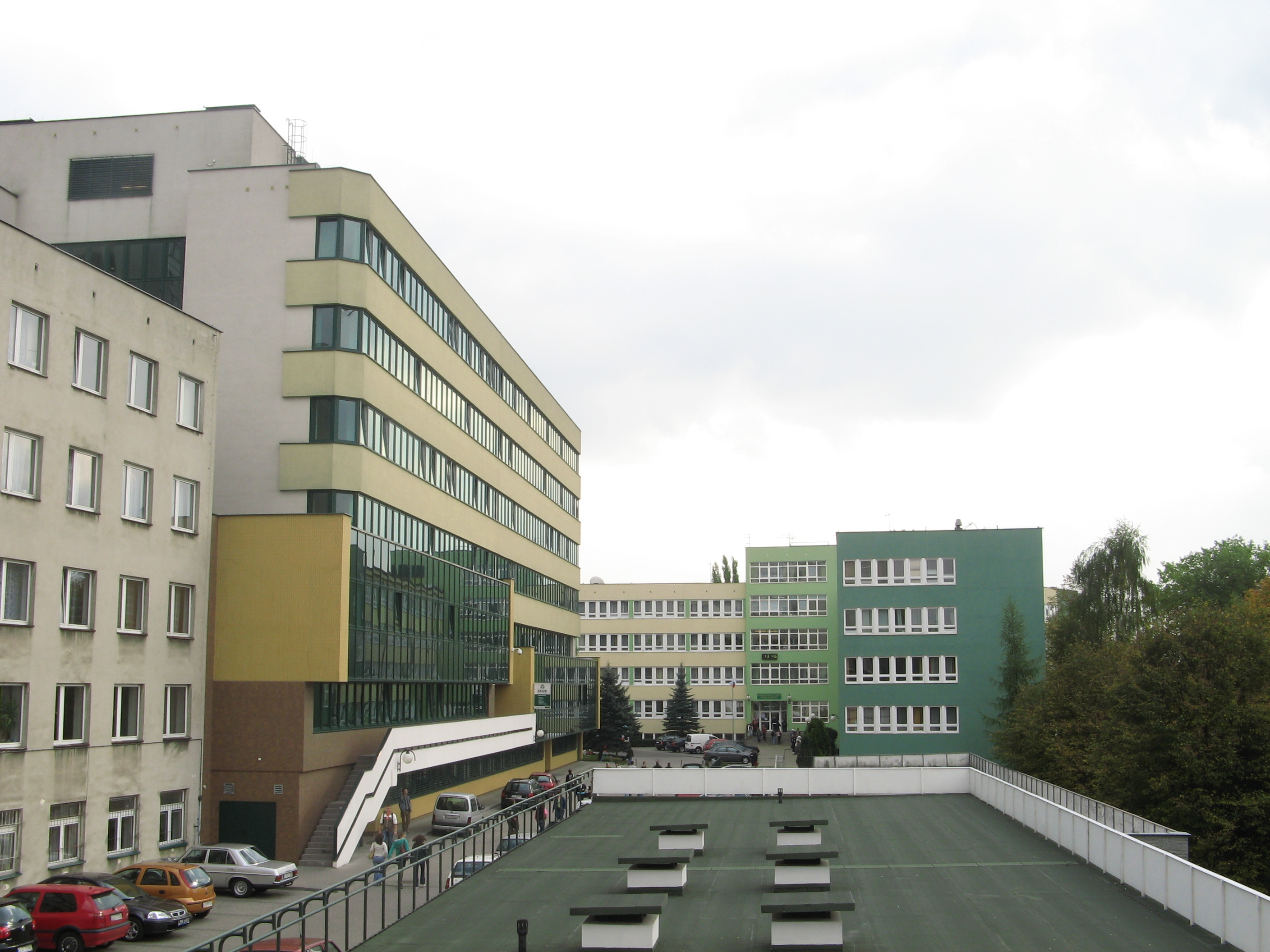
Nowy budynek Wydziału Humanistycznego UMCS (po lewej), na drugim planie budynek Uniwersytetu Przyrodniczego

Wydział Humanistyczny Uniwersytetu Marii Curie-Skłodowskiej – historyczny wydział UMCS w Lublinie, powołany do życia 12 sierpnia 1952 roku i zlikwidowany w 2019 roku – w jego miejsce powołano Wydział Filologiczny oraz Wydział Historii i Archeologii. Na podstawową strukturę Wydziału Humanistycznego składało się dziewięć instytutów oraz jeden samodzielny zakład.

## Poczet dziekanów
- prof. dr hab. Józef Garbacik (1952–1954)
- doc. dr Kazimierz Myśliński (1954–1955), (1959–1962)
- doc. dr Leon Kaczmarek (1955–1958)
- prof. dr Jan Dobrzański (1958–1959)
- doc. dr Tadeusz Mencel (1962–1964), (1969–1970)
- doc. dr hab. Stanisław Krzykała (1964–1969)
- doc. dr hab. Stanisław Tworek (1970–1975)
- doc. dr hab. Tadeusz Łoposzko (1975–1981)
- prof. dr hab. Michał Łesiów (1981–1984)
- prof. dr hab. Lech Ludorowski (1984–1987)
- dr Jan Gurba (1987–1990)
- prof. dr hab. Zygmunt Mańkowski (1990–1993)
- prof. dr hab. Ryszard Szczygieł (1993–1999)
- prof. dr hab. Stanisław Grabias (1999–2005)
- prof. dr hab. Henryk Gmiterek (2005–2012)
- prof. dr hab. Robert Litwiński (2012–2019)

## Władze Wydziału
W kadencji 2016-2019:
| Stanowisko                                | Imię i nazwisko                      |
| ----------------------------------------- | ------------------------------------ |
| Dziekan                                   | prof. dr hab. Robert Litwiński       |
| Prodziekan ds. Ogólnych                   | prof. dr hab. Małgorzata Karwatowska |
| Prodziekan ds. Współpracy Międzynarodowej | dr hab. Irmina Wawrzyczek            |
| Prodziekan ds. Studenckich                | dr hab. Marek Woźniak                |

## Struktura organizacyjna

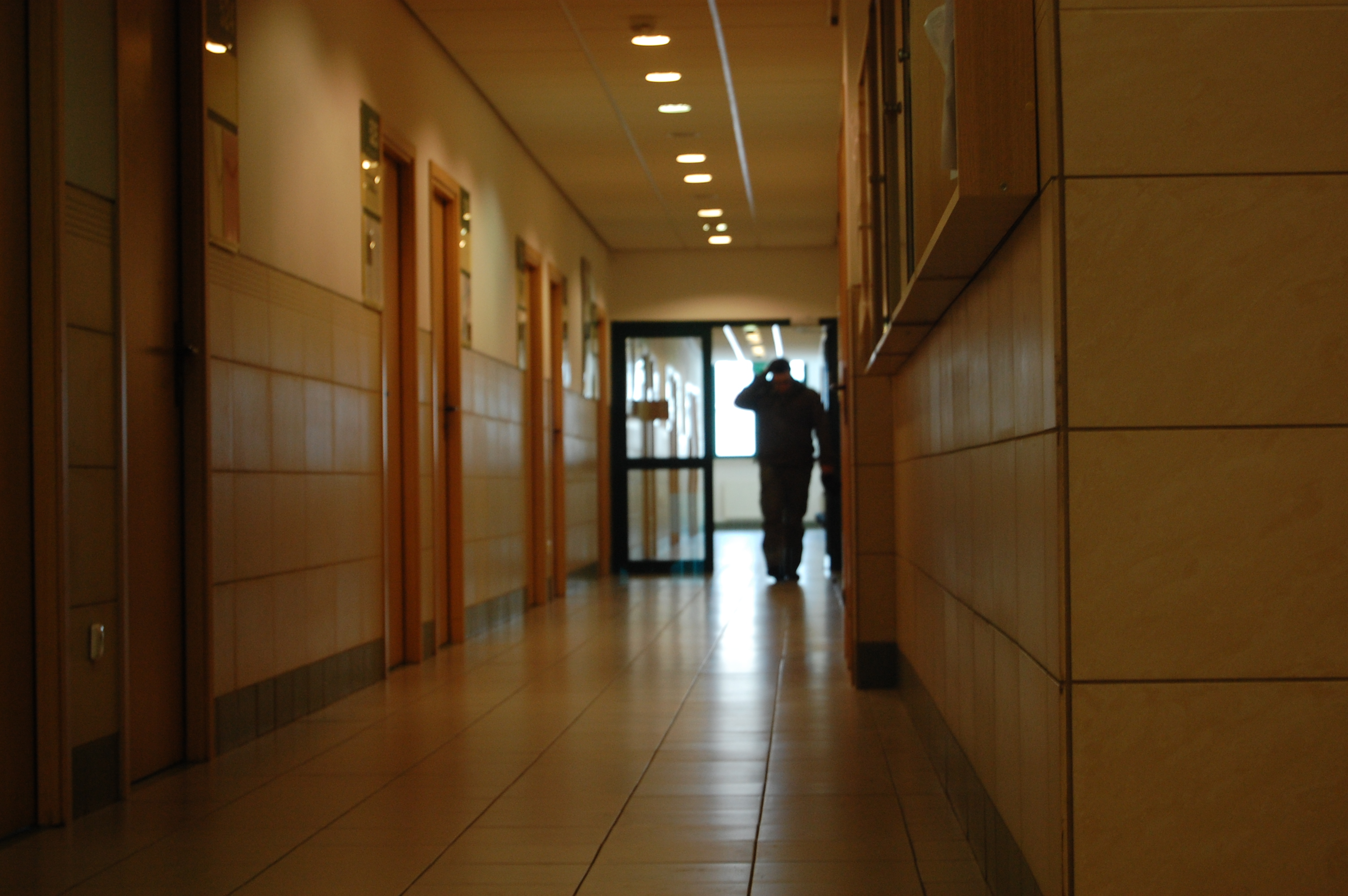
Wydział Humanistyczny, V piętro - Instytut Anglistyki UMCS

### Instytut Anglistyki
Dyrektor: dr hab. Zbigniew Mazur
- Zakład Akwizycji i Dydaktyki Nauczania Języka Angielskiego
- Zakład Fonetyki i Fonologii
- Zakład Kultur Krajów Angielskiego Obszaru Językowego
- Zakład Językoznawstwa Kognitywnego
- Zakład Językoznawstwa Kulturowego
- Zakład Literatury Angielskiej
- Zakład Literatury Angloirlandzkiej
- Zakład Literatury i Kultury Amerykańskiej
- Zakład Studiów Conradoznawczych

### Instytut Archeologii
Dyrektor: dr hab. Piotr Łuczkiewicz
- Zakład Archeologii Pra- i Protohistorycznej
- Zakład Archeologii Środkowo- i Wschodnioeuropejskiego Barbaricum
- Zakład Archeologii Średniowiecza i Okresu Nowożytnego

### Instytut Filologii Polskiej
Dyrektor: dr hab. Arkadiusz Bagłajewski
- Zakład Badań Teatralnych i Literatury Staropolskiej z Pracownią Teatrologii
- Zakład Edukacji Polonistycznej i Innowacji Dydaktycznych
- Zakład Historii Języka Polskiego i Dialektologii
- Zakład Historii Literatury Polskiej
- Zakład Literatury Pozytywizmu i Młodej Polski
- Zakład Literatury XX i XXI Wieku
- Zakład Semantyki, Pragmatyki i Teorii Języka
- Zakład Tekstologii i Gramatyki Współczesnego Języka Polskiego
- Zakład Teorii i Antropologii Literatury
- Pracownia "Archiwum Etnolingwistyczne" UMCS

### Instytut Filologii Romańskiej
Dyrektor: dr hab. Maria Falska
- Zakład Językoznawstwa Romańskiego
- Zakład Literatur Romańskich
- Zakład Studiów Hispanistycznych
- Zakład Studiów Italianistycznych
- Zakład Studiów Portugalistycznych
- Pracownia Dydaktyki Języków Romańskich

### Instytut Filologii Słowiańskiej
Dyrektor: prof. dr hab. Siergiej Kowalow
- Zakład Białorutenistyki i Bułgarystyki
- Zakład Filologii Ukraińskiej
- Zakład Języka Rosyjskiego
- Zakład Literatury i Kultury Rosyjskiej
- Pracownia Glottodydaktyki

### Instytut Germanistyki i Lingwistyki Stosowanej
Dyrektor: dr hab. Jarosław Krajka
- Zakład Językoznawstwa Germańskiego
- Zakład Literaturoznawstwa Germańskiego i Komparatystyki
- Zakład Lingwistyki Stosowanej

### Instytut Historii
Dyrektor: dr hab. Marek Sioma (do 2019 r.)
- Zakład Historii Starożytnej
- Zakład Historii Polski Średniowiecznej i Dziejów Gospodarczych
- Zakład Historii Powszechnej Średniowiecznej
- Zakład Historii XVI-XVIII wieku
- Zakład Historii XIX wieku i Dziejów Europy Wschodniej
- Zakład Historii Najnowszej
- Zakład Historii Społecznej XX wieku
- Zakład Archiwistyki i Nauk Pomocniczych Historii
- Zakład Edukacji Historycznej i Dziedzictwa Kulturowego
- Zakład Metodologii Historii

### Instytut Informacji Naukowej i Bibliotekoznawstwa
Dyrektor: prof. dr hab. Maria Juda
- Zakład Informatologii
- Zakład Kultury Informacyjnej i Czytelnictwa
- Zakład Kultury Książki i Nauk Pomocniczych Bibliologii

### Instytut Kulturoznawstwa
Dyrektor: dr hab. Ewa Głażewska
- Zakład Badań nad Dziedzictwem Kulturowym
- Zakład Historii Kultury
- Zakład Kultury i Historii Żydów
- Zakład Kultury Polskiej
- Zakład Kultury Wizualnej

### Zakład Logopedii i Językoznawstwa Stosowanego z Pracownią Logopedyczną
Kierownik: dr hab. Tomasz Woźniak